# Guam Men's Soccer League
La Guam Men's Soccer League, nota anche come Budweiser Soccer League per via della sponsorizzazione della birra Budweiser, è la massima divisione del campionato di calcio di Guam.

## Formula
Prima del 2007 il campionato era diviso in due periodi, il campionato di primavera e il campionato d'autunno. Quando i due campionati venivano vinti da due squadre differenti, veniva disputato uno spareggio tra queste due squadre per l'assegnazione del titolo di campione di Guam. Nell'autunno 2007 il campionato ha cambiato formula e da allora le stagioni vengono unificate: il torneo si disputa solitamente da ottobre/novembre ad aprile, con una pausa di un mese che va da metà dicembre a metà gennaio.

## Squadre
Stagione 2023.
- Bank of Guam Strykers
- Guam Shipyard
- Islanders
- Napa Rovers (escluso)
- Quality Distributors
- Wings

## Albo d'oro
- 1990:  University of Guam
- 1991:  University of Guam
- 1992:  University of Guam
- 1993:  University of Guam
- 1994:  Tumon
- 1995:  Guam Shipyard
- 1996:  Guam Shipyard
- 1997:  Tumon
- 1998:  Anderson

Primavera:  Anderson
Autunno:  Island Cargo
- 1999:  Guam Shipyard

Primavera:  Carpet One
Autunno:  Guam Shipyard
- 2000:  Guam Shipyard

Primavera:  Guam Shipyard
Autunno: Navy
- 2001:  Guam Shipyard

Primavera:  Guam Shipyard
Autunno:  Guam Shipyard
- 2002:  Guam Shipyard

Primavera:  Guam Shipyard
Autunno:  Guam Shipyard
- 2003:  Guam Shipyard

Primavera:  Guam Shipyard
Autunno:  Guam Shipyard
- 2004:  Guam Under-18

Primavera:  Guam Under-18
Autunno:  Guam Under-18
- 2005:  Guam Shipyard

Primavera:  Guam Shipyard
Autunno:  Guam Shipyard
- 2006:  Guam Shipyard

Primavera:  Guam Shipyard
Autunno:  Guam Shipyard
- 2007 Primavera:  Quality Distributors
- 2007-2008:  Quality Distributors
- 2008-2009:  Quality Distributors
- 2009-2010:  Quality Distributors
- 2010-2011:  Car Plus

- 2011-2012:  Quality Distributors
- 2012-2013:  Quality Distributors
- 2013-2014:  Rovers
- 2014-2015:  Rovers
- 2015-2016:  Rovers
- 2016-2017:  Rovers
- 2017-2018:  Rovers
- 2018-2019:  Rovers
- 2019-2020: non concluso
- 2020-2021: non disputato
- 2022-2023:  Wings
- 2024:  Wings

## Vittorie per squadra
| Squadra              | Vittorie |
| -------------------- | -------- |
| Guam Shipyard        | 9        |
| Rovers               | 6        |
| Quality Distributors | 5        |
| University of Guam   | 4        |
| Tumon                | 2        |
| Wings                | 2        |
| Anderson             | 1        |
| Guam Under-18        | 1        |
| Car Plus             | 1        |

## Capocannonieri
| Stagione   | Giocatore                    | Squadra                            | Reti |
| ---------- | ---------------------------- | ---------------------------------- | ---- |
| Aut. 2005  | Randy Espinosa               | Guam Under-19                      | 12   |
| Aut. 2005  | Eric Sotto                   | Guam Under-16                      | 12   |
| Prim. 2006 | Zach Pangelinan              | Guam Shipyard                      | 10   |
| Aut. 2006  | Eric Sotto                   | Guam Under-17                      | 32   |
| Prim. 2007 | Eric Sotto                   | Guam Under-19                      | 16   |
| 2007/08    | Ashton Surber                | No Ka Oi                           | 20   |
| 2008/09    | Min Sung Choi                | Paintco Strykers                   | 35   |
| 2009/10    | Min Sung Choi                | Paintco Strykers                   | 28   |
| 2009/10    | Mathew Welton                | Quality Distributors               | 28   |
| 2010/11    | Elias Merfalen               | Cars Plus FC                       | 15   |
| 2011/12    | Scott Spindel Jason Cunliffe | Quality Distributors Guam Shipyard | 32   |
| 2012/13    | Scott Spindel                | Quality Distributors               | 42   |
| 2013/14    | Ashton Surber Jason Cunliffe | Southern Cobras Rovers DI          | 32   |
| 2014/15    | Ian Mariano                  | Rovers DI                          | 32   |
| 2015/16    | Min Sung Choi                | Guam Shipyard                      | 41   |
| 2016/17    | Min Sung Choi                | Guam Shipyard                      | 32   |
| 2017/18    | Ashton Surber                | ISL                                | 38   |
| 2018/19    | Min Sung Choi                | Rovers FC                          | 36   |
| 2022/23    | Marcus Lopez                 | Strykers                           | 16   |